# Japan Live '94
Japan Live '94 (conosciuto anche come Live in Japan) è un album dal vivo del gruppo musicale heavy metal statunitense Savatage, pubblicato nel 1995 dalla SPV GmbH.
Successivamente, è stato pubblicato anche in versione VHS in Giappone (1996) e nel Nord America (1998). Il DVD, inizialmente previsto nel 2000, è stato incluso nell'edizione limitata della raccolta Still the Orchestra Plays del 2010.

## Tracce

### Audio
1. Taunting Cobras – 5:01
2. Edge of Thorns – 6:37
3. Chance – 4:36
4. Nothing Going On – 4:31
5. He Carves His Stone – 3:04
6. Jesus Saves – 4:04
7. Watching You Fall – 5:24
8. Castles Burning – 4:45
9. All That I Bleed – 5:20
10. Handful of Rain – 5:20
11. Sirens – 3:43
12. Gutter Ballet – 7:06

### Video
1. Taunting Cobras
2. Edge of Thorns
3. Chance
4. Conversation Piece
5. Nothing Going On
6. He Carves His Stone
7. Jesus Saves
8. Watching You Fall
9. Castles Burning
10. All That I Bleed
11. Stare Into the Sun
12. Damien
13. Handful of Rain
14. Sirens
15. Gutter Ballet
16. Hall of the Mountain King

## Formazione
- Zachary Stevens - voce
- Alex Skolnick - chitarra
- Johnny Lee Middleton - basso
- Jeff Plate - batteria
- Jon Oliva - tastiere, chitarra ritmica, voce addizionale